# Ketelan
Ketelan is een bestuurslaag in het regentschap Surakarta van de provincie Midden-Java, Indonesië. Ketelan telt 3025 inwoners (volkstelling 2010).